# Hintere Brandjochspitze
Die Hintere Brandjochspitze ist ein 2599 m ü. A. hoher ungefähr 200 Meter nordwestlich der Vorderen Brandjochspitze gelegener Gipfel in der Nordkette über Innsbruck. Sie überragt ihren „vorderen“ Nachbarn um 40 Höhenmeter.
Der Gipfel lässt sich im Schwierigkeitsgrad UIAA I in 20 Minuten von der Vorderen Brandjochspitze durch eine Rinne links des Grates erreichen. Über den Westgrat führt ein schwierigerer Anstieg (UIAA III-) von der Hohen Warte. Weitere Wege über den nordseitigen Hippengrat (UIAA IV) von der Hippenspitze (2388 m ü. A.) und von Nordwesten (UIAA IV) werden selten begangen.